# Simon Moretti
Pour les articles homonymes, voir Moretti.
Pas d'image ? Cliquez ici

a Compétitions nationales et continentales officielles uniquement.

Dernière mise à jour le 22 avril 2021.
Simon Moretti, né le 19 avril 2000 à Toulon (Var), est un joueur français de rugby à XV. Il évolue au poste d'ailier au RC Toulon.

## Biographie
Né à Toulon, Simon Moretti joue un an au RC Carqueiranne-Hyères entre ses trois et quatre ans. Sa famille part vivre en Corse où il continue de pratiquer le rugby à XV au Club de rugby amateur de Balagne (CRAB XV). Mais à l'âge de 12 ans, il dit à ses parents qu'il veut quitter la maison pour jouer au rugby et essayer d'en faire son métier. Il laisse derrière lui sa famille sur l'île de Beauté et revient à Toulon. Il intègre l'école de rugby du RC Toulon tout en étant accueilli par des proches.
En 2019, il signe son premier contrat espoir avec le RC Toulon,,,.
Il est sélectionné en équipe de France de rugby à XV des moins de 20 ans développement.